# Сравнительное правоведение
Сравни́тельное правове́дение, правова́я компаративи́стика, юриди́ческая компаративи́стика — отрасль (раздел) правоведения (юридической науки), изучающая правовые системы различных государств путём сопоставления одноимённых государственных и правовых институтов, их основных принципов и категорий.

## Цели сравнительного правоведения
Сравнительное правоведение, несмотря на высокий уровень теоретизации, является одной из наиболее востребованных наук в области законодательной деятельности и деятельности международных организаций.
Среди основных целей сравнительного правоведения принято выделять:
- гносеологическую цель;
- практические цели.

Гносеологическая цель сравнительного правоведения состоит в выявлении общих закономерностей развития правовых явлений и институтов, поскольку только сравнение различных правовых систем позволяет разграничить общее и особенное, случайное и закономерное в праве. Таким образом, сравнительно правовой метод жизненно необходим при проведении любого научно-правового исследования. Иными словами, знание иностранного права позволяет лучше понять собственное право, увидеть его преимущества и недостатки. В этой связи изучение основ сравнительного правоведения является важным компонентом при формировании правового мышления будущих юристов, позволяет его сделать более «объемным» и гибким.
Помимо чисто гносеологических, сравнительное правоведение преследует следующие практические цели:
- способствовать сближению и унификации законодательства различных государств в тех областях, где это очевидно необходимо (прежде всего, гражданское, торговое, гуманитарное право);
- выработка предложений по совершенствованию собственной национальной системы права на основе изучения правового опыта зарубежных государств.

Достижение этих, сугубо практических целей, особенно актуально в настоящее время вследствие масштабных интеграционных процессов в Европейском союзе и проектов принятия общеевропейских актов, таких как Европейский Гражданский кодекс и общеевропейская Конституция.

## Возникновение и развитие сравнительного правоведения
Сравнительно-правовой метод исследования начал применяться ещё в глубокой древности. Например, Платон сравнивал законы различных греческих полисов. Аристотель, чтобы сделать выводы о закономерностях политической организации, собрал, сравнил и проанализировал «конституции» 153 греческих и варварских городов. В то же время древнеримские юристы подобных исследований не проводили, поскольку были убеждены в несомненном превосходстве своих законов над всеми прочими «варварскими» законами.
Последующее развитие сравнительно-правовой метод получил в Новое время. Во Франции Шарль Монтескьё в своем труде «О духе законов» прибег к сопоставлению различных правовых систем и на предложениях относительно причин различий между этими системами строил своё понимание права. В Германии идею о сравнении правовых систем первым выдвинул Лейбниц.
Однако в качестве самостоятельной научной дисциплины сравнительное правоведение оформилось только во второй половине XIX века. Важнейшими событиями для развития новой науки стали основание в 1869 году французского общества сравнительного законодательства и проведение в 1900 году 1-го Международного конгресса сравнительного права.
С начала XX века кафедры сравнительного правоведения стали появляться в университетах Франции и некоторых других западных стран. После Второй мировой войны возникает много периодических изданий, посвященных сравнительно-правовым исследованиям. Так, в 1949 году в Париже основан «Международный журнал сравнительного права» (фр. Revue internationale de droit comparé).
В настоящее время исследования в области сравнительного правоведения ведутся в следующих зарубежных научных центрах:
- Австралийский институт сравнительных правовых систем (The Australian Institute of Comparative Legal Systems);
- Институт Макса Планка (Max Planck Institute for Comparative Public Law and International Law) в составе Общества Макса Планка;
- Международная ассоциация конституционного права (International Association of Constitutional Law);
- Центр сравнительного права им. Исонн-Вейнманн при Тулейнском университете;
- Центр европейского и сравнительного права Оксфордского университета;
- Международная академия сравнительного права;
- Гарвардская школа права и многих других.

За рубежом наибольший вклад в развитие сравнительного правоведения внесли следующие ученые:
- Рудольф Шлезингер (США-Великобритания-Германия),
- Эрнст Рабель (Германия),
- Марк Ансель (Франция),
- Рене Давид (Франция),
- Конрад Цвайгерт[нем.] (Германия),
- Хайн Кётц (Германия),
- Родольфо Сакко (Италия).

### Магистерские степени по сравнительному праву
Магистерские степени в области сравнительного правоведения в настоящее время присуждают:
- Тулейнский университет;
- Мичиганский университет;
- Университет Дьюка;
- Университет Дели и ряд других университетов США, Европы и Азии.

В России сравнительное право (или сравнительное правоведение) не считается самостоятельной научной специальностью, хотя неоднократно предлагалось выделить её в качестве таковой в рамках научной специальности 12.00.01 — теория и история государства и права.

## Сравнительное правоведение в России
В дореволюционной России значительное внимание сравнительно-правовому методу и изучению иностранного законодательства уделяли П. Г. Виноградов, Н. П. Загоскин, Н. М. Коркунов, С. А. Муромцев, Г. Ф. Шершеневич.
Однако превращение сравнительного правоведения в отдельную научно-правовую дисциплину в России происходит только с начала 1990-х годов. Существовавшие до этого идеологические установки препятствовали объективному сопоставлению различных правовых систем и конструктивному обмену правовым опытом, что в значительной степени лишало проводившиеся в СССР сравнительно-правовые исследования практического значения. Несмотря на это, в советский период издавались крупные научные работы, посвященные сравнительному праву (например, Тилле А. А. Социалистическое сравнительное правоведение. М., 1975). Ценнейшим источником по сравнительному правоведению стал изданный в СССР в 1967 году русский перевод монографии Рене Давида «Основные правовые системы современности».
К советской школе можно отнести современного узбекского ученого-компаративиста международного уровня А. Х. Саидова, большинство трудов которого издается на русском языке.
Произошедшая после распада СССР полная смена основ государственно-правового устройства страны, строительство совершенно новой правовой системы и обращение в этой связи к зарубежному законодательному опыту вызвали необходимость форсированного развития в России науки сравнительного правоведения. Один за другим стали выходить в свет не только общие курсы сравнительного права, но и специализированные работы по сравнительному конституционному, гражданскому, уголовному и трудовому праву.
В настоящее время научные исследования в сфере сравнительного правоведения проводятся в следующих учреждениях:
- Институт законодательства и сравнительного правоведения при Правительстве РФ;
- Институт государства и права Российской Академии Наук;
- НИИ проблем укрепления законности и правопорядка Университета прокуратуры РФ.

В некоторых российских вузах в последние годы учреждены кафедры или отделения сравнительного правоведения (например, Отделение сравнительного правоведения Юридического института Сибирского федерального университета, Кафедра теории права и сравнительного правоведения Факультета права Высшей школы экономики в Москве).
Значительный вклад в развитие российского сравнительного правоведения в современный период вносят такие учёные, как М. Н. Марченко (автор ряда учебных пособий), Ю. А. Тихомиров (автор учебного курса сравнительного права), И.Д. Козочкин (зарубежное уголовное право), Л.Р. Сюкияйнен (исследования мусульманского права), Б.А. Страшун (сравнительное конституционное право), В.Н. Додонов (сравнительное уголовное право),И.А. Гончаренко (сравнительное налоговое право), А.А. Малиновский (сравнительное уголовное право), В. В. и Л. В. Бойцовы, Е.Н. Трикоз, В. Е. Чиркин, П.Н. Бирюков (исследования зарубежного права) и многие др.

### Российские издания по сравнительному праву
В настоящее время в России выходят четыре периодических издания, специально посвященных проблемам сравнительного права:
- Журнал зарубежного законодательства и сравнительного правоведения;
- Сравнительное конституционное обозрение;
- Ежегодник сравнительного права;
- Russian Journal of Comparative Law .

«Журнал зарубежного законодательства и сравнительного правоведения» издается с 2005 года Институтом законодательства и сравнительного правоведения при Правительстве РФ. Журнал «Сравнительное конституционное обозрение» выпускает Институт права и публичной политики при содействии Oxford University Press. «Ежегодник сравнительного права» (под редакцией профессора Д. В. Дождева) первоначально издавался издательством «Норма», впоследствии переходил к издательству Санкт-Петербургского университета, и в настоящее время вновь издается издательством «Норма». «Russian Journal of Comparative Law» издается с 2014 г. издательством Academic Publishing House Researcher (Сочи) (под редакцией профессора Воронежского госуниверситета П.Н. Бирюкова).

## Юридическая география мира
Юриди́ческая геогра́фия ми́ра (правовая география) — прикладной отдел науки, возникший на стыке истории, географии и права, предметом исследования которой является изучение закономерностей распространения правовых систем (семьей) на карте мира, их история и эволюция развития.
Сам термин «юридическая география мира» был введён и впервые использован чешским учёным-компаративистом Виктором Кнаппом в его работе: «Великие правовые системы: Введение в сравнительное правоведение», изданную сначала в 1976 году в Германии, затем в 1996 году в Чехии.
Юридическая география мира происходит из науки сравнительного правоведения и развивается во многом благодаря трудам юристов-компаративистов, в том числе использует тот же понятийный аппарат (например, правовая семья), вместе с тем, по мнению отдельных исследователей, она представляет собой самостоятельное направление в науке и в определённой степени отличается от сравнительного правоведения.
Главным отличием юридической географии мира от сравнительного правоведения является не выработка инструментария с помощью которого осуществляется сравнение национальных правовых систем в целом, отдельных отраслей и институтов права, а изображение на географической карте мира границ действия той или иной правовой семьи в их многообразии и разнообразии, при чём не только в современную эпоху, но и на всём историческом отрезке времени с момента появления той или иной правовой семьи (историко-юридическая география).
Этапы развития юридической географии мира совпадают с историей сравнительного правоведения. Так, идея изучения права посредством географии (географических карт) восходит ещё к трудам Аристотеля, который пытался составить карту правовых систем путём анализа 153 «конституций» греческих городов-полисов и варварских территорий.
Вместе с тем фундаментальной базой как для развития юридической географии мира, так и сравнительного правоведения в целом послужила сравнительная лингвистика, в которой содержалась идея объединения отдельных языков в родственные языковые группы на основе их исторического происхождения, разработанная в конце XVII — начале XVIII веков немецким учёным Готфридом Лейбницем. Он высказался о возможности сравнения между собой самых разных языков мира путём их объединения в языковые семьи, исходя из историко-генетического критерия группирования, и составления на данной основе родословной мировых языков с изображением на географической карте границ их действия, а также родства. Таким образом все языки мира можно объединить в семьи языков, составной частью которых являются языковые группы и подгруппы. Позднее Лейбниц предпринял попытку составления правовой карты мира, классифицировав право различных государств по сходному принципу, что и языки — в правовые семьи, используя родственно-генетический метод. Несмотря на ряд серьёзных проблем при таком сравнении, в частности язык и право имеют не идентичное понятие и содержание, а также не совсем тождественные социальные функции (для языка — коммуникативная функция, для права — регулятивная функция), и поэтому классификация языковых и правовых семей не является идентичной, и может быть осуществлена лишь с разными формулами; именно Лейбниц является первым европейским учёным, от научных идей которого идёт дальнейшее развитие и становление как сравнительного правоведения, так и юридической географии мира.
Прошедший, в 1900 году во время Парижской всемирной выставки, I Международный конгресс сравнительного правоведения не только легализовал сравнительное правоведение как науку (разработанную в конце XVIII века и на всём протяжении XIX века), но и показал живучесть идей Лейбница в отношении объединения отдельных правовых систем в семьи права (правовые семьи). Именно на Первом Конгрессе учёные-компаративисты и оперировали этим понятием, имея, однако, более совершенное представление о классификации правовых семей в отличие от Лейбница, не располагавшего в своё время столь значительной наработкой в сравнительном правоведении, которая была создана на протяжении всего XIX века.
Юридическая география мира как дисциплина получила своё оформление в начале XX столетия с выходом монографии американского юриста Джона Вигмора: «Панорама юридических (правовых) систем мира», где автор впервые изображает действующие системы права в той или иной стране на карте мира. Несмотря на то, что работа Вигмора была нова и революционна для своего времени и для данного научного направления, требовалась более существенная доработка и развитие его идей в этой области.
В XX веке было несколько десятков крупных учёных-компаративистов, однако именно французский компаративист Рене Давид смог придумать наиболее удачную классификацию национальных правовых систем в правовые семьи, и поставил науку сравнительного правоведения на более высокую ступень развития. По Рене Давиду, в мире действуют: романо-германская правовая семья; англосаксонская правовая семья (семья общего права) и семья социалистического права; также существуют смешанные правовые системы на основе первых трёх семей, в том числе те, где доминирующее положение имеют религиозное либо обычное право. Семья социалистического права во многом тождественна романо-германскому праву, но при этом имеет свою уникальную специфику; после 1990 года в связи с распадом Советского Союза и социалистического блока в целом, правовые системы, входившие в неё стали частью романо-германской правовой семьи. Некоторые исследователи полагают, что семья социалистического права распалась на относительно самостоятельные семьи славянского права, балтийского права, а также восточноевропейского права.
Именно Рене Давид придал юридической географии мира тот вид, который в основном сейчас принят за основу.
В Советском Союзе, первым, кто использовал термин «правовая карта мира» был известный советский и российский учёный-компаративист В. А. Туманов, под общей редакцией которого был произведён перевод и издана книга Рене Давида на русском языке (в 1967, 1988, 1996 и 1999 годах). Именно в предисловии к данной работе Рене Давида на русском языке и используется В. А. Тумановым этот термин. Несмотря на это, утверждение, что юридическая география мира является самостоятельным научным направлением и дисциплиной впервые в российской правовой науке было высказано известным узбекским компаративистом Акмалем Саидовым сначала в его докторской диссертации: «Буржуазное сравнительное правоведение: история и современность», в дальнейшем в изданном несколькими годами позже учебнике «Сравнительное правоведение и юридическая география мира». В данных работах после глав посвящённых сравнительному правоведению, включены отдельные главы «Современная юридическая география мира» с подробным описанием как правовых семей, так и географических регионов их действия.
В последние десятилетия выходят работы юристов-компаративистов, которые включают в себя не только понятийный инструментарий сравнительного правоведения, но и обширный материал по юридической географии мира, подробно описывая и указывая географические регионы где действует та или иная правовая семья. В самом начале 2009 года в издательстве «Волтерс Клувер» вышла на русском языке книга известного французского учёного Раймона Леже, посвящённая великим правовым системам современности, где детально рассмотрен вопрос современной правовой карты мира.
Основной центр «тяжести» по исследованию и развитию этой комплексной науки находится в Европе и в бывшем Советском Союзе. Так, например, с 1993 по 2003 год было осуществлено трижды переиздание уникального справочника «Правовые системы стран мира» (под редакцией профессоров Решетникова и Сухарева). В этих справочниках проанализированы все страны мира, история и эволюция национальных правовых систем, а также их место на правовой карте мира.
На сегодняшний день ведутся дискуссии о необходимости выпуска специального юридического атласа (атласа правовых систем), который бы на картах показывал сферу распространения той или иной правовой семьи, а также её историческую эволюцию и распространение.
Поскольку компаративисты используют разные критерии сопоставлений и отличий правовых систем государств и регионов мира, то и составленные ими правовые карты мира нередко отличаются, совпадая в выделении основных мировых правовых семей.
Данная проблематика связана с тем, что в отличие от естественных наук, где возможна чёткая классификация, в гуманитарных науках, какой является юридическая география мира, из-за плюрализма всевозможных точек зрения различных исследователей единообразной классификации добиться затруднительно.